# 판노니아 평원

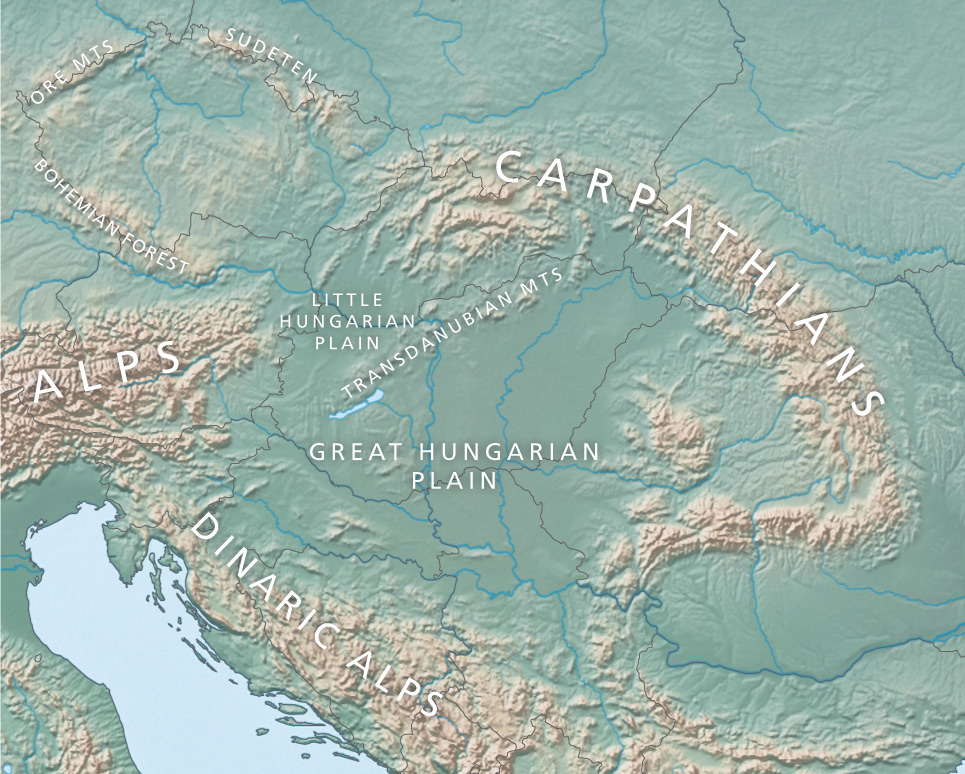
판노니아 평원 지형도

판노니아 평원 또는 카르파티아 평원은 중앙유럽과 동남유럽에 걸쳐 분포하고 있는 광대한 평원이다. 플리오세 때에 존재했던 판노니아해가 마르면서 형성되었으며 지형 또한 퇴적물 지형을 띤다.
카르파티아산맥과 알프스산맥, 디나르알프스산맥, 발칸산맥에 둘러싸여 있고 도나우강을 경계로 둘로 나뉜다. 오스트리아와 헝가리, 보스니아 헤르체고비나, 체코, 슬로바키아, 세르비아, 크로아티아, 슬로베니아, 루마니아, 우크라이나 영토와 접한다.

## 같이 보기
- 판노니아